# شهادة طبية
الشهادة الطبية، أو شهادة الطبيب (بالإنجليزية: Medical certificate)‏، هي بيان مكتوب من الطبيب أو مقدم الرعاية الصحية المؤهل طبيًا الذي يشهد على نتيجة الفحص الطبي للمريض. يمكن أن تكون هذه الشهادة عبارة عن إشعار مرضي (في المملكة المتحدة: إشعار صحي)، وهو وثيقة تثبت عدم قدرة الموظف على العمل، أو قد تكون دليلاً على حالة صحية معينة.
تعتبر "أيجروتات" (Aegrotat) أو "شهادة المرض" نوعًا من الشهادات الطبية تبرر غياب الطالب عن المدرسة بسبب المرض. يشير مصطلح "أيجروتات" إلى اللاتينية ويعني "هو/هي مريض".

## الغرض والتطبيقات
تُطلب الشهادات الطبية أحيانًا للحصول على بعض مزايا صحية من جهة العمل، أو لتقديم مطالبة تأمين، أو لأغراض الضرائب، أو لإجراءات قانونية معينة. تُستخدم الشهادات الطبية للدلالة على أهلية الفرد لأداء نشاط معين، مثل استخدام مواقف السيارات المخصصة لذوي الإعاقة. كما يمكن استخدام الشهادات الطبية لوصف الحالة الصحية للشخص، مثل العمى. وعادةً ما تُستخدم الشهادات الطبية للتصديق على خلو الشخص من الأمراض المعدية، إدمان المخدرات، الأمراض العقلية، أو أمور صحية أخرى.
غالبًا ما يكون من الضروري تقديم معايير صحية عند التقديم للحصول على شيء ما، مثل إجراء فحص للعيون للحصول على رخصة القيادة. في بعض الأحيان، يُقدم المعني بالأمر معايير صحية طبيّة طوعًا في تقييم ذاتي، دون الحاجة إلى طبيب أو الوصول إلى سجله الطبي. يكون من الضروري أحيانًا تقديم معايير صحية محددة أو تاريخ طبي للحصول على وظائف معينة.
في الولايات المتحدة، يُطلب من معظم الطيارين امتلاك شهادة طبية صالحة تثبت الصحة السليمة كجزء من متطلبات قيادة طائرة أو مروحية. بينما تصدر شهادات الطيران مدى الحياة، تنتهي صلاحية الشهادة الطبية ويجب تجديدها بشكل دوري لمواصلة امتيازات الطيران. يجوز للطيارين الرياضيين استخدام رخصة قيادة حكومية سارية بدلاً من الشهادة الطبية، ولا يُطلب من طياري الطائرات الشراعية ومنطاد الهواء الساخن الحصول عليها.
في الولايات المتحدة، يُطلب من معظم الطيارين أن يحملوا شهادة طبية صحية صالحة تشهد على حالتهم الصحية كجزء من متطلبات قيادة الطائرات، سواء كانت طائرات طائرة أو مروحية. في حين تُصدر شهادات الطيار صالحة مدى الحياة، تنتهي صلاحية الشهادة الطبية ويجب تجديدها بانتظام للحفاظ على صلاحية الطيار للطيران. يمكن للطيارين الرياضيين استخدام رخصة قيادة السيارة الصالحة بدلاً من الشهادة الطبية، وليس من الضروري أن يحصل طيارو الطائرات الشراعية، والبالونات الهوائية على هذه الشهادات.

## شهادة اللياقة للطيران
الشهادة الصحية الملائمة للطيران (المعروفة أيضًا باسم رسالة اللياقة للطيران أو الشهادة الصحية الملائمة للسفر )، هي نوع من شهادات الأطباء تقييم للمخاطر التي قد يشكلها فرد ما إما على نفسه أو على الآخرين أثناء السفر الجوي. كانت هذه الرسالة تكون ذات أهمية تقليدية بشكل كبير للمسافرين الحوامل، خاصة أثناء الثلث الثالث من الحمل. ومع ذلك، منذ جائحة فيروس كورونا (كوفيد-19)، أصبحت العديد من شركات الطيران تطلب الآن شهادة اللياقة للطيران للسفر الدولي لتقليل مخاطر الإصابة بفيروس كوفيد-19 خلال السفر الجوي. يمكن أن تُصدر هذه الشهادة من قبل معظم أطباء العامة أو من خلال خدمات الطب عن بُعد مثل QuickMD.

## خطاب "توثيق الاسترداد".
منذ 26 يناير 2021، تتطلب مراكز مكافحة الأمراض والوقاية منها (CDC) تقديم رسالة توثيق الشفاء لجميع المسافرين إلى الولايات المتحدة الذين كانوا قد أصيبوا بفيروس كورونا (COVID-19) وثبتت إصابتهم خلال الثلاثة أشهر الماضية ولكنهم الآن قد تعافوا. هذا النوع من الرسالة، التي يجب أن توقعها مقدمة الرعاية الصحية المرخصة، يجب أن تُفيد بأن المريض قد توافق على الشروط لإنهاء الحجر الصحي وأنه لم يعد معديًا وأنه مناسب للسفر. يُمكن الحصول على هذا الوثائق عبر خدمة الطب عن بُعد مثل QuickMD أو عن طريق زيارة أخصائي الطب العام شخصيًا. قد يُطلب أيضًا تقديم رسالة توثيق الشفاء من قبل بعض المدارس أو الجامعات أو أرباب العمل للأشخاص الذين شُخِّصت إصابتهم بفيروس كوفيد-19 مؤخرًا.

## أيجروتات
مصطلح "أيجروتات" (مُختصر كـ aegrot)، يُستخدم أساسا في المملكة المتحدة ورابطة الكومنولث. في سياق درجات البكالوريوس البريطانية، يمكن منح طالب تخرج درجة "أيجروتات" إذا كان الطالب مريضًا لدرجة أنه لا يستطيع إكمال متطلبات الامتحانات أو غيرها، على الرغم من أنه في حالة عدم وجود المرض، كان الطالب قد اجتاز الامتحانات أو الشروط الأخرى.

## التأثير على الوظيفة
باستثناء ظروف فريدة معينة، لا يجوز لحامل شهادة طبية في إدارة الطيران والفضاء الوطنية (NASA) أن "يكون كقائد طائرة أو في أي وظيفة أخرى كعضو في طاقم الطيران اللازم للطائرة".
المريض الذي يعاني من حالات مثل: الحصبة، الحمامية، التهاب الكبد A، الجذام، حمى التايفويد، وسعال الديك، يمكن أن يعود إلى العمل فور انتهاء مرحلة الشفاء أو إجراء الفحوص الطبية. في معظم الحالات، قد يسمح للمريض بالعودة إلى العمل فقط بعد تقديم شهادة طبية.

## جدارة - أهلية
في بعض الأحيان، هناك معايير وإجراءات محددة لعمال في مجال معين ليكونوا مؤهلين للحصول على شهادة طبية. أي طيار يلزمه الحصول على شهادة طبية يجب أن يمنح إدارة الطيران الفيدرالية (FAA) إمكانية الوصول إلى السجل الوطني للسائقين. بالإضافة إلى ذلك، الاختبارات الأخرى المطلوبة لطياري الطبقة الأولى والثانية والثالثة تتضمن: النظر، والأذن/الأنف/الحنجرة/التوازن، والصحة النفسية، والنظام العصبي، والقلب والأوعية الدموية.
قائمة الهند وقائمة مكتب الهند لعام 1905 تشير إلى أن الضباط الذين يتمتعون بـ "إجازة طويلة في أوروبا" يجب عليهم تقديم شهادة طبية، والتي يمكن الحصول عليها في لجنة الفحص الطبي في مكتب الهند.
"دليل عملي لقانون تأمين الدولة للموظفين، والقوانين واللوائح" يشرح أنه وفقًا لقانون تأمين الدولة للموظفين، يجب على الموظف الحصول على شهادة طبية من خلال مستوصف/مستشفى تأمين الدولة، ثم تودع في أقرب مكتب لشركة تأمين الدولة.

## التزوير
تزوير شهادة طبية هو نوع من أنواع الاحتيال. تختلف اللوائح المتعلقة بتزوير أو تزييف الشهادات الطبية حسب السلطة القانونية، ولكن يمكن أن يواجه مستخدمو الشهادات الطبية المزورة عواقب قانونية وصحية. في نيو ساوث ويلز، يمكن توجيه تهمة بموجب قانون ممارسة الطب ضد المحترفين الطبيين الذين "يصدرون بشكل متعمد شهادة زائفة أو مضلة أو غير دقيقة".
بالنسبة للطلاب، يُعتبر تقديم شهادة طبية مزورة فعلًا يعد سوء سلوك أكاديميًا. تمت مناقشة ما إذا كان تقديم شهادة طبية مزورة يشكل أساسًا لفصل موظف. في كثير من الحالات، يعتبر ذلك خاطئًا، كما في أستراليا حيث فصل موظف في البنك بعد تقديمه لشهادة مزورة، مما دفع أحد المفوضين في العمل العادل في أستراليا للقول إن لدى العامل السابق في البنك "تجاهل مستمر للحقيقة". مثال آخر هو ضابط شرطة في ولاية أستراليا الغربية أوقِف عن العمل بعد ارتكابه نفس الجريمة. في حالة أخرى، ادعت امرأة أنها "جرى إجبارها على تزوير [شهادة] طبية [مما أدى في النهاية إلى فصلها] بسبب 'تعرضها للتنمر والمعاملة بشكل غير عادل' من قبل مديرين اثنين".

## الممارسة الجيدة للشهادات الطبية
يجب أن تحترم الشهادات الطبية حق المرضى في السرية. يتطلب موافقة المريض مشاركة المعلومات الطبية الشخصية، وبالتالي يجب أن لا تحتوي الشهادات الطبية على تشخيص دون إذن من المريض. هناك عدد من المبادئ الرئيسية التي تحكم إصدار الشهادة الطبية، على الرغم من وجود اختلافات في الإجراءات بين السلطات القانونية.
وبشكل عام يجب أن تتضمن الشهادة ما يلي:
- اسم وعنوان الطبيب والمريض.
- اسم وعنوان الجهة التي تطلب الشهادة (إذا لزم الأمر)، مثل صاحب العمل أو مدير المدرسة.
- الفترة المحددة للتوقف عن العمل والتي تكون مبررة طبيا.
- درجة العجز، وما إذا كان يمكن للمريض العودة إلى العمل مع تغيير الواجبات.
- تاريخ الامتحان وتاريخ إصدار الشهادة. قد لا تكون الشهادات مؤرخة بأثر رجعي، ولكنها قد تغطي فترة مبررة طبيا قبل إجراء الفحص الطبي (على سبيل المثال، إذا كان الشخص المصاب بمرض حاد غير قادر على رؤية الطبيب على الفور).
- فقط الحقائق أو الملاحظات التي قدمها الطبيب، أو المعلومات التي أبلغ عنها المريض والتي اتخذ الطبيب "خطوات معقولة للتحقق منها"، دون ترك المعلومات ذات الصلة عمدًا.
- لغة واضحة، وتجنب "الاختصارات أو المصطلحات الطبية".[21]

يجب أن يكون لدى الطبيب أيضًا سجلات طبية تثبت صحة الشهادة.

## أنظر أيضاً
- شهادة الميلاد
- شهادة وفاة